# Juan Machuca
Juan De Dios Machuca Valdés (Santiago del Cile, 7 marzo 1951) è un ex calciatore cileno, di ruolo difensore.

## Carriera
Con la Nazionale cilena ha preso parte ai Mondiali 1974.